# راپید ریور (میشیگان)
راپید ریور (به انگلیسی: Rapid River) یک منطقهٔ مسکونی در ایالات متحده آمریکا است که در میشیگان واقع شده‌است. راپید ریور ۱۸۱ متر بالاتر از سطح دریا واقع شده‌است.